# Дифенидин
Дифенидинът е химично съединение с формула C19H23N. Потиска функцията на N-метил-D-аспартат рецепторите и има дисоциативен ефект.
Приема се перорално, както и през носа. Започва да действа след 10 до 30 минути, а продължителността на ефекта е от 2 до 5 часа.